# Prêmio Fotônica IEEE
O Prêmio Fotônica IEEE (em inglês:  IEEE Photonics Award) é um prêmio concedido pela Instituto de Engenheiros Eletricistas e Eletrônicos, estabelecido em 2002 e concedido a primeira vez em 2004, em reconhecimento a conquistas de destaque em fotônica.
O prêmio pode ser concedido a um indivíduo ou equipe de até três pessoas.
O laureado com este prêmio recebe uma medalha de bronze, um certificado e uma quantia em dinheiro.

## Laureados
- 2004: Tingye Li
- 2005: Rod C. Alferness
- 2006: Frederick J. Leonberger
- 2007: David Neil Payne
- 2008: Joe C. Campbell
- 2009: Robert L. Byer
- 2010: Ivan P. Kaminow
- 2011: Amnon Yariv
- 2012: Eli Yablonovitch
- 2013: Peter F. Moulton
- 2014: James Fujimoto
- 2015: Philip Russell
- 2016: Mark Thompson
- 2017: John Bowers
- 2018: Ursula Keller
- 2019: Michal Lipson
- 2020: Christopher Richard Doerr
- 2021: Jack Jewell